# 2011 JY31
2011 JY31, também escrito como 2011 JY31, é um objeto transnetuniano que está localizado no Cinturão de Kuiper, uma região do Sistema Solar. Este corpo celeste é classificado como um cubewano. Ele possui uma magnitude absoluta de 8,8 e tem um diâmetro estimado com cerca de 76 km.

## Descoberta
2011 JY31 foi descoberto no dia 4 de maio de 2011 pelo New Horizons KBO Search.

## Órbita
A órbita de 2011 JY31 tem uma excentricidade de 0,055 e possui um semieixo maior de 43,918 UA. O seu periélio leva o mesmo a uma distância de 41,512 UA em relação ao Sol e seu afélio a 46,324 UA.